# Odiomaris estuarius
Odiomaris estuarius is een krabbensoort uit de familie van de Hymenosomatidae. De wetenschappelijke naam van de soort is voor het eerst geldig gepubliceerd in 1996 door Davie & Richer de Forges.